# 浅野建二
浅野 建二（あさの けんじ、1915年8月24日 - 1990年7月17日）は、日本の音楽学者、民謡・歌謡研究者。学位は、文学博士（東京教育大学・論文博士・1962年）（学位論文（「日本歌謡の研究」）。山形大学名誉教授。

## 来歴
宮城県仙台市生まれ。1941年東京文理科大学国文科卒、群馬県師範学校教諭、1943年群馬師範学校助教授、1947年教授、宮城県第二高等女学校教諭、1950年山形大学山形師範学校教授、山形大学教育学部助教授、1962年「日本歌謡の研究」で東京教育大学より文学博士の学位を取得。1963年山形大学教授、1977年附属図書館長・評議員、1981年定年退官、名誉教授。

## 著書
- 『日本歌謡の研究 特に中世・近世を主としたる』東京堂 1961
- 『中世歌謡』1964 (塙選書)
- 『日本の民謡』1966 (岩波新書)
- 『閑吟集研究大成』明治書院 1968
- 『わらべ唄風土記』1969-1970 (塙新書)
- 『日本歌謡の発生と展開』明治書院 1972
- 『短歌朗詠の歴史と実際』短歌新聞社(短歌新聞選書)1975
- 『常陸ふるさとの唄』筑波書林 (ふるさと文庫)1981
- 『日本歌謡・芸能の周辺』勉誠社 1983.1
- 『新講わらべ唄風土記』柳原書店 1988.5

### 共著・編著・校訂
- 『中世歌謡集』朝日新聞社(日本古典全書)1951
- 『室町時代小歌集』大日本雄弁会講談社(新註国文学叢書)1951
- 『日本古典文学大系 第44 隆達小歌集  松の葉』岩波書店 1959
- 『日本民謡集』町田嘉章共編 1960 (岩波文庫)
- 『続日本歌謡集成 巻3-4 近世編』東京堂出版部 1961-1963
- 『わらべうた 日本の伝承童謡』町田嘉章共編 1962 (岩波文庫)
- 『今昔物語集・梁塵秘抄・閑吟集』篠原昭二共著 尚学図書(鑑賞日本の古典)1980
- 『日本民謡大事典』雄山閣出版 1983.6
- 『山家鳥虫歌 近世諸国民謡集』 1984.1 (岩波文庫)
- 『仙台方言辞典』 東京堂出版 1985.7
- 『人国記・新人国記』1987.9 (岩波文庫)
- 『磯節のはなし』筑波書林 (ふるさと文庫)1988
- 『新訂閑吟集』1989.10 (岩波文庫)